# Сражение при Торнавенто
Сражение при Торнавенто (фр. Bataille de Tornavento) произошло 22 июня 1636 года между франко-савойскими войсками и испанской армией во время франко-испанской войны (1635—1659).

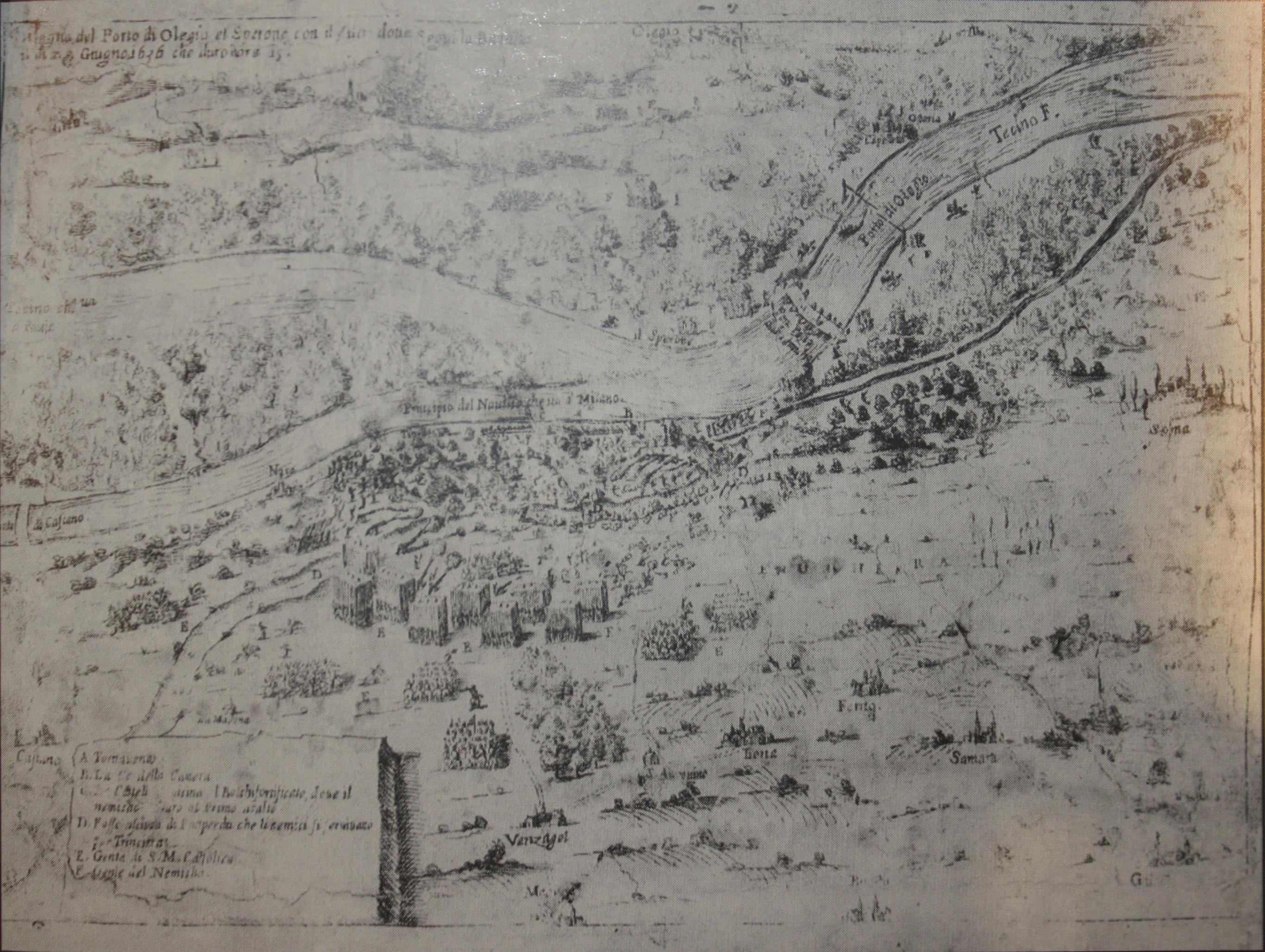
Сражение при Торнавенто. Рисунок

В 1635 году Франция начала военные действия против Габсбургской Испании. Союзниками Франции в Италии были герцоги Одоардо I Фарнезе Пармский и Витторио Амедео I Савойский. Союзниками Испании выступали Великое герцогство Тосканское и герцогство Модена. Начались боевые действия: французы заняли Вальтеллину, затем нижнюю часть Новары и крепость Фонтането д'Агонья. 
Между 14 и 15 июня 1636 года французские войска (7-тысячный контингент) сумели переправиться через Тичино между Оледжо и Лонате-Поццоло. 20 июня французские войска двинулись на север в сторону Сомма-Ломбардо, а савойская армия (9 тысяч человек), все еще находившаяся в районе Новары, достигла Борго-Тичино. 21 июня, предупрежденные о приближении превосходящих сил испанской армии (14 тысяч), французы повернули обратно на юг, и герцог Шарль де Бланшфор де Креки укрепился в лесу у Торнавенто. Тем временем испанская армия, пришедшая из Аббьятеграссо, провела ночь на болотах Кастано. Возглавляли войска обеих сторон Диего Фелипе де Гусман со стороны испанцев и Шарль де Бланшфор де Креки и Витторио Амедео I со стороны французов и Савойи соответственно. 
22 июня испанская армия продвинулась от Кастано навстречу французским войскам, сокрушила аванпосты противника и неоднократно атаковала главную линию обороны, в то время как французы отвечали на атаки с небольшого холма Торнавенто. Бои, жестокие и кровавые, развернулись в летнюю жару на пустоши, которую испанские офицеры описали как местность «без деревьев и лишённую воды». За это время савойская армия, бывшая у Борго-Тичино, навела понтонный мост через Тичино и достигла Торнавенто, вступив в сражение, когда французы и испанцы ввязались в рукопашные бои. Прибытие савойцев стало решающим фактом и привело к отступлению испанской армии в Боффалоре. Битва оказалась безрезультатной: обе стороны понесли большие потери. 
Франко-савойские войска не последовали и оставались возле Торнавенто в течение нескольких дней, грабя близлежащие города и повреждая канал. Не сумев взять Анджеру и Варезе они ушли с территории Миланского герцогства в период с 10 по 15 июля. Их вторжение в Ломбардию провалилось.

## Источинки
- Luca Cristini, Giuseppe Pogliani. "La battaglia di Tornavento e la guerra dei 30 anni in Italia". Zanica. Bergamo, 2011 (ISBN 9788896519486)
- Thion, Stéphane. French Armies of the Thirty years War. Lrt Publishing (2008) ISBN 2-917747-01-3